# Венгловська Ванда Сергіївна
Ва́нда Сергі́ївна Венгло́вська (нар. 26 травня 1950) — українська радянська діячка, новатор виробництва, ткаля Житомирського льонокомбінату. Народний депутат СРСР у 1989—1991 р. Член Ревізійної Комісії КПУ в 1986—1990 р. 

## Біографія
Освіта середня.
У 1970—1980-х рр. — ткаля Житомирського льонокомбінату імені 60-річчя Великої Жовтневої соціалістичної революції Житомирської області.
Член КПРС. Новатор виробництва, виконувала по два-три п'ятирічні плани. 
Потім — керівник Товариства з обмеженою відповідальністю «Арго» в місті Житомирі; керівник Товариства з обмеженою відповідальністю «Група Атлант» у місті Москві.

## Нагороди
- орден Трудової Слави III ст.
- ордени
- медалі
- лауреат премії імені Ленінського комсомолу